# Quatro Cantos (Estados Unidos)
|                                                                   |  |                                                                   |
| A região dos Quatro Cantos está assinalada em vermelho neste mapa |  | Placa de bronze no ponto exato de convergência dos Quatro Cantos. |

Quatro Cantos (em inglês: Four Corners) é uma região do oeste dos Estados Unidos da América com a particularidade de ser o único lugar do país onde se encontram quatro estados (coordenadas geográficas: 36°59′56.31532″N 109°02′42.62019″W), que, no sentido horário, são Colorado, Novo México, Arizona e Utah.
Esta singularidade geográfica está situada em terras dos índios navajos e utes (estes últimos têm uma reserva na "esquina" do Colorado).
Apesar da sua remota situação é um destino turístico popular, e já desde 1912 conta com um marco, substituído em 1992 por uma placa de granito com um disco de bronze que marca o ponto, rodeado dos escudos e bandeiras dos respectivos estados. Para aceder ao monumento é preciso pagar a entrada de três dólares estadunidenses.